# Star Wars Celebration

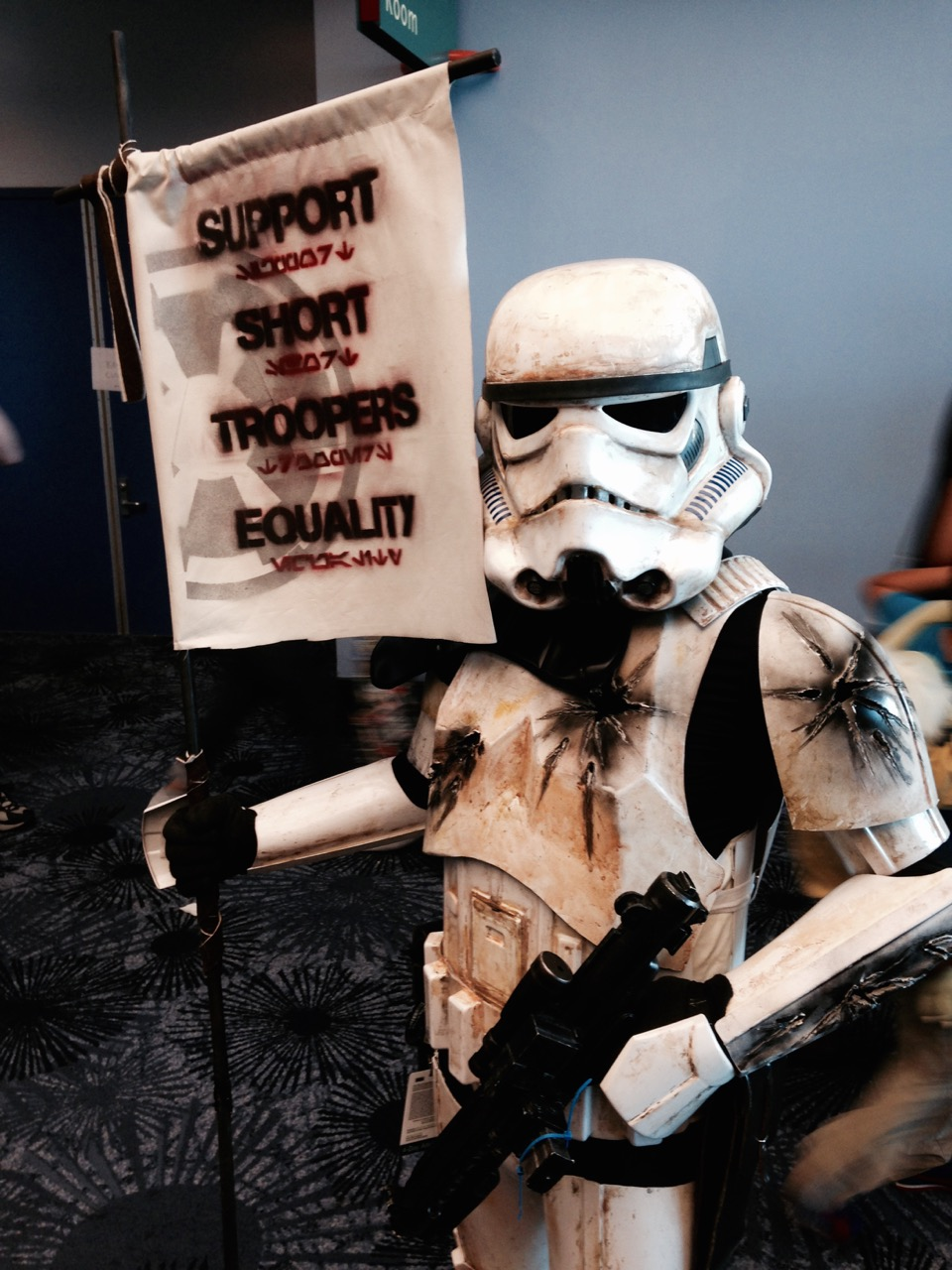
Cosplay de Stormtrooper en la Celebration 2015

La Star Wars Celebration es una convención y reunión de fanáticos para celebrar la franquicia de Star Wars. Comenzó en 1999, cuando Lucasfilm llevó a cabo la convención en Denver, Colorado, para celebrar el próximo lanzamiento de Star Wars: Episodio I - La amenaza fantasma. Se han llevado a cabo eventos posteriores en diversas locaciones en el mundo para dar la bienvenida a las próximas películas y series de la franquicia, así como para honrar los aniversarios 30 y 40 del lanzamiento de la película original y otros aniversarios de películas. También la convención es escenario de paneles de discusión sobre proyectos de la franquicia con actores, directores, productores y guionistas

## Descripción general
| Nombre                       | Dias                            | Asistencia | Sede                                        | Ciudad                                  | Notas |
| ---------------------------- | ------------------------------- | ---------- | ------------------------------------------- | --------------------------------------- | --- |
| Celebration I                | 30 de abril – 2 de mayo de 1999 | 20,000+    | Wings Over the Rockies Air and Space Museum | Denver, Colorado, Estados Unidos        | Promoción de Episode I – The Phantom Menace |
| Celebration II               | 3–5 de mayo de 2002             | 27,000+    | Indiana Convention Center                   | Indianápolis, Indiana, Estados Unidos   | Promoción de Episode II – Attack of the Clones |
| Celebration III              | 21–24 de abril de 2005          | 29,000+    | Indiana Convention Center                   | Indianápolis, Indiana, Estados Unidos   | Promoción de Episode III – Revenge of the Sith |
| Celebration IV               | 24–28 de mayo de 2007           | 35,000+    | Los Angeles Convention Center               | Los Ángeles, California, Estados Unidos | Celebración del 30° aniversario de la franquicia |
| Celebration Europe           | 13–15 de julio de 2007          | 29,000+    | ExCeL Exhibition Centre                     | Londres, Reino Unido                    | Primer evento fuera de EE. UU. |
| Celebration Japan            | 19–21 de julio de 2008          | 17,000+    | Makuhari Messe                              | Chiba, Japón                            | Primer evento en Asia |
| Celebration V                | 12–15 de agosto de 2010         | 30,000+    | Orange County Convention Center             | Orlando, Florida, Estados Unidos        | George Lucas anuncia relanzamiento de Episodios I–VI en 3D |
| Celebration VI               | 16–19 de agosto de 2012         | 35,000+    | Orange County Convention Center             | Orlando, Florida, Estados Unidos        | — |
| Celebration Europe II        | 26–28 de julio de 2013          | 20,000+    | Messe Essen                                 | Essen, Alemania                         | Primer evento bajo Disney |
| Celebration Anaheim 2015     | 16–19 de abril de 2015          | 50,000+    | Anaheim Convention Center                   | Anaheim, California, Estados Unidos     | Promoción de Episode VII – The Force Awakens |
| Celebration Europe 2016      | 15–17 de julio de 2016          |            | ExCeL Exhibition Centre                     | Londres, Reino Unido                    | Promoción de Rogue One: A Star Wars Story |
| Celebration Orlando 2017     | 13–16 de abril de 2017          | 70,000+    | Orange County Convention Center             | Orlando, Florida, Estados Unidos        | Promoción de Episode VIII – The Last Jedi, celebración del 40° Aniversario de Episode IV - A New Hope                                                                                       |
| Celebration Chicago 2019     | 11–15 de abril de 2019          | 65,000+    | McCormick Place                             | Chicago, Illinois, Estados Unidos       | Celebración del 20° Aniversario de Episodio I y de la convención. Promoción de Episode IX – The Rise of Skywalker; The Mandalorian, Jedi: Fallen Order y la temporada 7 de The Clone Wars.  |
| Celebration Anaheim 2022     | 26–29 de mayo de 2022           |            | Anaheim Convention Center                   | Anaheim, California, Estados Unidos     | Celebración del 20° aniversario de Episodio II. Promoción de Obi-Wan Kenobi en Disney+. Promoción de nuevas series de la franquicia en Disney+.                                             |
| Celebration Europe 2023      | 7–10 de abril de 2023           |            | ExCeL Exhibition Centre                     | Londres, Reino Unido                    | Promoción de Ahsoka, The Acolyte ySkeleton Crew. Promoción de Indiana Jones and the Dial of Destiny y anuncio de 3 nuevas películas. Celebración del 40° Aniversario de Return of the Jedi. |
| Celebration Japan 2025       | 18–20 de abril de 2025          | 105,000+   | Makuhari Messe                              | Chiba, Japón                            | Celebración del 20° aniversario de Episode III – Revenge of the Sith |
| Celebration Los Ángeles 2027 | 1–4 de abril de 2027            |            | Los Angeles Convention Center               | Los Ángeles, California, Estados Unidos | Celebración del 50° aniversario de la franquicia |

## Eventos

### Celebration I
La primera Star Wars Celebration se llevó a cabo del 30 de abril al 2 de mayo de 1999, en el Wings Over the Rockies Air and Space Museum en Denver, Colorado, solo tres semanas antes del lanzamiento de The Phantom Menace. Un evento descrito como "para los fanáticos, por los fanáticos", se realizó en la ciudad natal del Official Star Wars Fan Club, encabezado por Dan Madsen. "El Fan Club tiene su sede aquí en Denver", dice Madsen, "así que pensamos que sería apropiado que la celebración se llevara a cabo aquí".
La primera convención de Star Wars desde 1987, la celebración llevó a cabo actividades que incluyeron paneles de actores, demostraciones de teatro THX, imágenes detrás de escena del Episodio I y el estreno mundial del video musical "Duel of the Fates". Los terrenos contaban con una carpa de vendedores, y el museo albergaba una exposición que consistía en accesorios de los archivos oficiales de LucasFilm, incluido un modelo a escala real del podacer de Anakin Skywalker y un modelo de tamaño real del X-wing (una réplica a escala 3/4 hecha en 1996 para el lanzamiento de la Edición Especial, y aún reside en Wings Over the Rockies Air and Space Museum).

### Celebration II
Del 3 al 5 de mayo de 2002, se llevó a cabo Celebration II para celebrar el próximo lanzamiento de Attack of the Clones. La convención se trasladó a Indianápolis, Indiana, para hacer uso del Centro de Convenciones de Indiana más grande.
El centro de Indianápolis fue invadido por multitudes de fanáticos de Star Wars. La proyección inicial de 15 a 20. 000 personas por día basada en la venta anticipada de boletos se superó con creces y alcanzó una masa crítica el sábado. El recuento final estimado fue de poco más de 75.000 personas. para el evento de tres días. Los dos lugares más concurridos fueron la tienda Fan Club y la sección de autógrafos, específicamente para Carrie Fisher. Los aspectos más destacados del evento incluyeron el Rick McCallum Spectacular y el Concierto del 25.º aniversario de Star Wars el sábado por la noche, interpretado por la Orquesta Sinfónica de Indianápolis.

### Celebration III
La Star Wars Celebration regresó a Indianápolis del 21 al 24 de abril de 2005 para conmemorar el lanzamiento de lo que entonces se pensaba que sería la última película de la saga, La venganza de los Sith. Con la asistencia de más de 34,000 fanáticos en el transcurso de cuatro días, Celebration III trajo paneles de actores, concursos de disfraces, películas de fanáticos y construcción de dioramas en el Centro de Convenciones de Indiana. El archivo de Lucasfilm proporcionó muchos accesorios y disfraces importantes para la exhibición. Uno de los eventos más destacados de esta celebración fue la sesión de preguntas y respuestas sin precedentes con el creador de Star Wars, George Lucas, su primera aparición de este tipo desde la Convención del 10.º aniversario de Star Wars en 1987. Con una asistencia aproximada de 10.000 fans (en el transcurso de 3 sesiones de media hora), Lucas respondió personalmente a varias decenas de preguntas de fans sobre la saga.

### Celebration IV
El 26 de mayo de 2006, StarWars.com anunció Star Wars Celebration IV (C4) que se llevó a cabo del 24 al 28 de mayo de 2007 para conmemorar el 30 aniversario de la primera película de Star Wars. C4 estaba ubicado en el Centro de Convenciones de Los Ángeles en Los Ángeles. La convención ofreció un número récord de celebridades en la sala de autógrafos, múltiples expositores, una exhibición de arte de Star Wars, un casco de Darth Vader y exhibiciones de archivos de Lucasfilm y muchas actividades orientadas a los fanáticos. Además, hubo paneles de coleccionistas y vestuario, incluidos adelantos de la próxima serie animada The Clone Wars. Los fanáticos también fueron los primeros en ver las imágenes de esta serie el domingo por la mañana. Otros aspectos destacados incluyeron conversaciones con Carrie Fisher y Billy Dee Williams, una visita de Seth MacFarlane y Seth Green para episodios especiales de Star Wars de Family Guy y Robot Chicken respectivamente, y una Celebration Store organizada de manera eficiente. Se estima que 35,000 personas cruzaron las puertas para la Celebración IV durante el fin de semana del Día de los Caídos.
Después del evento, Lucasfilm demandó a la entidad anfitriona, GenCon, por una variedad de razones, lo que obligó a GenCon a declararse en bancarrota según el Capítulo 11.

### Celebration Europa
El 25 de septiembre de 2006, StarWars.com anunció Star Wars Celebration Europe (CE) que se llevó a cabo del 13 al 15 de julio de 2007 para conmemorar el 30 aniversario de la primera película de la saga. CE iba a estar ubicado en Earls Court en Londres. Pero el 22 de noviembre de 2006, StarWars.com anunció que debido al alto interés anticipado en Celebration Europe, el evento se trasladaría al lugar más grande ubicado en el ExCeL Exhibition Centre en Londres. El evento también tuvo en exhibición algunas de las colecciones restauradas más grandes de Star Wars Arcade, estimadas en alrededor de 30 a 40 máquinas, muchas de ellas rara vez se ven en los EE. UU. o en otras partes de Europa. Se estima que unas 30.000 personas asistieron a esta convención.

### Celebration Japón
El 23 de febrero de 2008, Lucasfilm Ltd. y Lewis Daniel Group anunciaron un evento de tres días conocido como "Celebration Japan", que se llevó a cabo en el Centro de Convenciones Makuhari-Messe cerca de Tokio del 19 al 21 de julio. La convención celebró el 30 aniversario del estreno  en ese país de Star Wars el 24 de junio de 1978. Celebration Japan incluyó entretenimiento en vivo, celebridades de Star Wars, productos exclusivos, presentaciones especiales, exhibiciones únicas de Star Wars, concursos de disfraces y otras actividades.

### Celebration V
Lucasfilm anunció en 2008 que en el verano de 2010 se llevaría a cabo una convención de Star Wars de cuatro días en Estados Unidos llamada "Celebration V". En julio de 2008, Steve Sansweet, director de administración de contenido y jefe de relaciones con los fanáticos de Lucasfilm, anunció que Baltimore, Minneapolis, Chicago, Indianápolis, Los Ángeles, Anaheim y Orlando, Florida, competían para albergar este evento. Los organizadores anticiparon que asistirían 30.000 fanáticos sin importar qué ciudad se seleccionara.
Reed Exhibitions y Lucasfilm anunciaron el 3 de diciembre de 2009 que Orlando sería el anfitrión del evento. Celebration V tuvo lugar en el Centro de Convenciones del Condado de Orange del 12 al 15 de agosto de 2010. La convención celebró el 30 aniversario de la segunda película de Star Wars, El Imperio Contraataca. También incluyó muchas funciones de celebraciones anteriores (como apariciones de celebridades de Star Wars, concursos de disfraces y otros eventos para fanáticos), así como una entrevista especial de una hora entre Jon Stewart y George Lucas llamada "The Main Event". Celebration V marcó la primera aparición en una Celebration en EE. UU. de Mark Hamill (Luke Skywalker) y la última aparición en Estados Unidos de Caroline Blakiston (Mon Mothma). La asistencia se estimó en 32.000 personas.
Lucas también hizo una aparición en el cercano Disney's Hollywood Studios para participar en el "Last Tour to Endor Event", que brindó entretenimiento especial para aquellas personas que asistieron a la "Celebración V".

### Celebration VI
StarWarsCelebration.com anunció el 2 de junio de 2011 que Celebration VI se llevaría a cabo en Orlando, FL en el Centro de Convenciones del Condado de Orange (OCCC) del 16 al 19 de agosto de 2012. Posteriormente, la fecha se cambió al 23 al 26 de agosto de 2012. La convención se llevó a cabo en el mismo salón de la OCCC que la Celebración V, con un formato muy similar. Varias celebridades regresaron para aparecer en esta celebración (incluidos Mark Hamill, Carrie Fisher y Anthony Daniels), y este evento marcó la primera celebración en Estados Unidos a la que asistió Ian McDiarmid. George Lucas no estaba programado para asistir, pero hizo una aparición "sorpresa". El evento acogió el anuncio de Star Wars Detours. La asistencia se estimó en 35.000 personas. 

### Celebration Europa II
Se anunció en las Ceremonias de clausura de Celebration VI (y se confirmó en StarWarsCelebration.com) que Celebration Europe II se llevaría a cabo en Essen, Alemania, en el recinto ferial Messe Essen del 26 al 28 de julio de 2013. Los paneles principales fueron la aparición inaugural de Kathleen Kennedy como nueva presidenta de LucasFilm y el primer vistazo a Star Wars Rebels. Más de 20.000 personas asistieron al evento de 40 países diferentes. La convención celebró el 30 aniversario de la tercera película de Star Wars, El Retorno del Jedi.

### Celebration Anaheim 2015

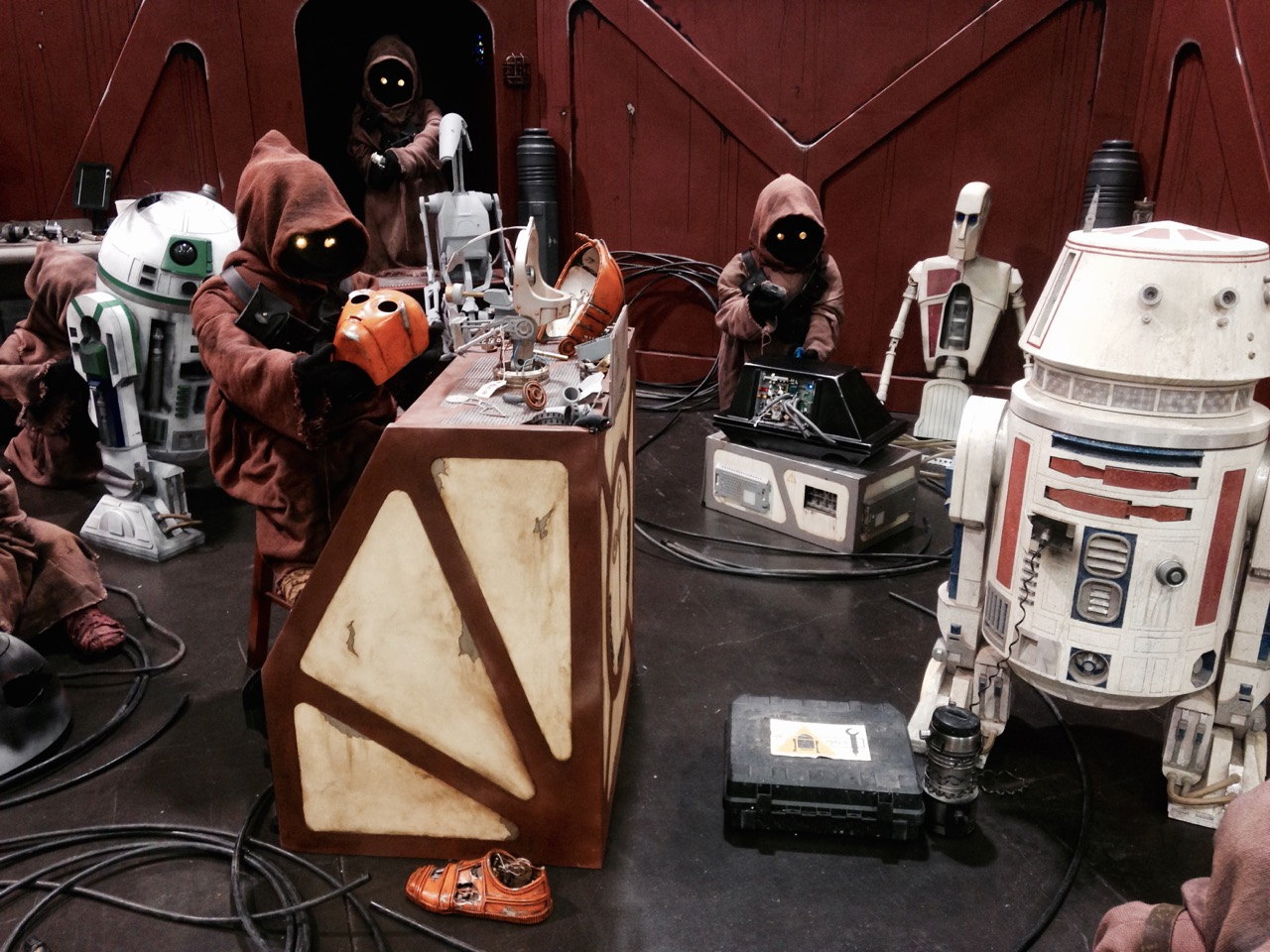
Celebration 2015: Exhibición de Jawas y Droides

En las ceremonias de clausura de Celebration Europe II se anunció que Celebration Anaheim se llevaría a cabo en Anaheim, California, en el Centro de Convenciones de Anaheim, del 16 al 19 de abril de 2015, con una participación anticipada de alrededor de 50.000 fanáticos.
Este evento fue uno de los más esperados debido al lanzamiento en diciembre de 2015 de Star Wars: The Force Awakens y la mayoría de las noticias e información sobre la película se mantuvieron en secreto antes del evento. Toda la celebración se transmitió en vivo en línea de forma gratuita a través de www.starwars.com y el canal de YouTube de Star Wars. El tan esperado segundo tráiler de Star Wars: The Force Awakens se estrenó el 16 de abril de 2015, durante el panel de apertura del evento que también incluyó a muchas de las estrellas de la próxima película, nuevas y antiguas, el director JJ Abrams junto con productora y presidenta de Lucasfilm, Kathleen Kennedy . Al día siguiente, los fans disfrutaron del tráiler del próximo videojuego, Star Wars: Battlefront, mientras que el tercer día se presentó el tráiler de la segunda temporada de Star Wars Rebels. La Celebration cerró su cuarto y último día mostrando a los fanáticos un avance exclusivo de Rogue One, que se lanzó en diciembre de 2016. Esta es la primera de dos películas de antología, que también se conocen como películas independientes o de historia de origen.

### Celebration Europa 2016
Se anunció el 19 de abril de 2015, durante las ceremonias de clausura de Celebration Anaheim 2015, que Celebration Europe III se llevaría a cabo del 15 al 17 de julio de 2016 en el centro ExCel de Londres, Inglaterra. Las "Entradas VIP Jedi Master" se agotaron de inmediato. Esta fue la última convención a la que asistirían las estrellas de la trilogía original Kenny Baker y Carrie Fisher, debido a su fallecimiento a mediados y finales de 2016, respectivamente.

### Celebration Orlando 2017
Se anunció el 17 de julio de 2016, durante las ceremonias de clausura de Celebration Europe 2016, que Celebration Orlando se llevaría a cabo del 13 al 16 de abril de 2017 en Orlando, Florida. La convención celebró el 40 aniversario de Star Wars: A New Hope y la próxima película, Star Wars: The Last Jedi. Esta fue la primera celebration a la que asistió Harrison Ford. Hizo una aparición durante el panel de apertura que celebraba los 40 años de Star Wars que se llevó a cabo el 13 de abril, en el que también participaron otras estrellas y personas importantes para la franquicia, incluida Kathleen Kennedy (presidenta de Lucasfilm) y una aparición sorpresa de George Lucas y John Williams con el Orquesta Filarmónica de Orlando, que interpretó partes de la banda sonora. Mark Hamill realizó un homenaje especial a Carrie Fisher el viernes 14 de abril. Un teaser trailer de Star Wars: The Last Jedi se estrenó el viernes 14 de abril. El sábado 15 de abril se anunció que la temporada 4 de Star Wars Rebels seria la última temporada de la serie. La celebración se transmitió una vez más en vivo y gratis a través de StarWars.com y el canal de YouTube de Star Wars.

### Celebration Chicago 2019
La decimotercera Star Wars Celebration se llevó a cabo del 11 al 15 de abril de 2019 en el McCormick Place de Chicago. Un avance teaser y la revelación del título de Star Wars: The Rise of Skywalker se produjeron el 12 de abril; También se presentó un mural de la franquicia que incluye arte de la próxima película. También se mostró un tráiler del próximo juego Star Wars Jedi: Fallen Order, así como avances de la séptima temporada de The Clone Wars y el nuevo programa exclusivo para Disney+, The Mandalorian. En junio de 2019 se anunció que Celebration Chicago atrajo a unos 65.000 fanáticos.
También durante Star Wars Celebration Chicago, el editor de sonido de Lucasfilm, Matthew Wood, reveló de que habría un nuevo juego de Lego Star Wars.

### Celebration Anaheim 2022

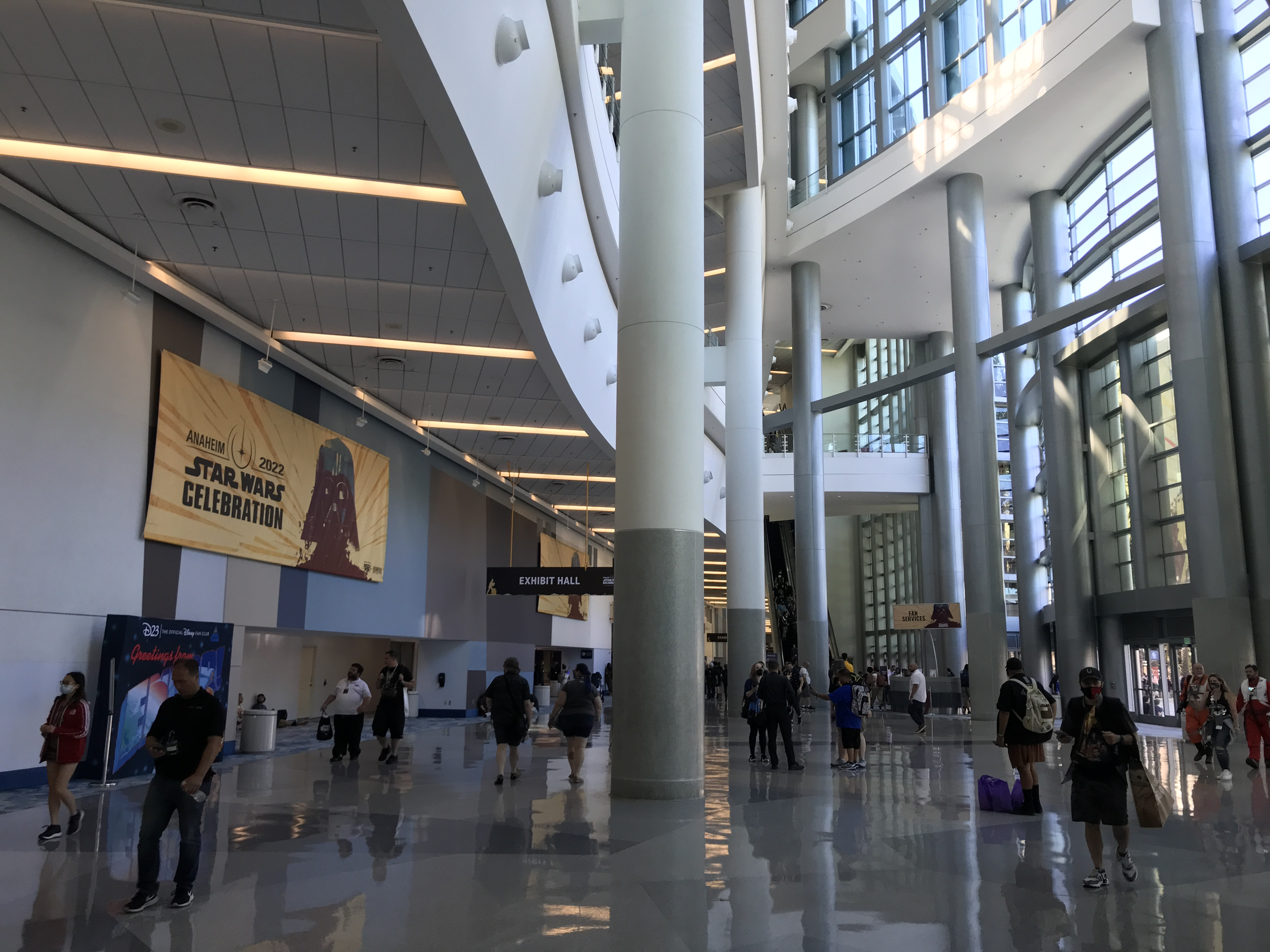
Centro de Convenciones de Anaheim durante SWC 2022

Se anunció el 15 de abril de 2019, último día de Celebration Chicago 2019, que en 2020, la próxima Star Wars Celebration se llevaría a cabo por segunda vez en Anaheim, California. El 15 de junio de 2020, se anunció que la celebration de 2020 se había cancelado debido a la pandemia de COVID-19, con el próximo evento programado para el 18 al 21 de agosto de 2022 en el Centro de Convenciones de Anaheim. Las fechas se actualizaron más tarde del 26 al 29 de mayo de 2022. Se anunciaron varias series nuevas de Star Wars exclusivas para Disney+, incluida Young Jedi Adventures  y se prestreno la serie Obi-Wan Kenobi.

### Celebration Europa 2023
Se anunció el 29 de mayo de 2022, durante la celebration Anaheim 2022, que la próxima celebration se llevaría a cabo en el Centro ExCel de Londres, Inglaterra, del 7 al 10 de abril de 2023.  Durante el primer día de la celebración, se anunció un póster de estreno en cines de Indiana Jones and the Dial of Destiny. También se anunció el desarrollo de tres nuevas películas de Star Wars, incluida una película ambientada 15 años después de los eventos de The Rise of Skywalker como parte de la Saga Skywalker y una película crossover de The Mandalorian y sus spin-off (The Book of Boba Fett, Ahsoka, Skeleton Crew) como conclusión de su historia.

### Celebration Japón 2025
El 10 de abril de 2023, durante la ceremonia de clausura de Celebration Europe 2023, se anunció que la próxima celebration se llevaría a cabo en Japón del 18 al 20 de abril de 2025. Este evento de tres días se llevó a cabo en Makuhari Messe, cerca de Tokio. Durante el primer día, se anunció Star Wars: Starfighter de Shawn Levy con Ryan Gosling como protagonista.

### Celebration Los Ángeles 2027
El regreso de la Star Wars Celebration a la ciudad californiana de Los Ángeles se anunció durante la ceremonia de clausura de la Star Wars Celebration Japan 2025, la cual se celebrará del 1 al 4 de abril de 2027, coincidiendo con el 50º aniversario de la saga Star Wars. El evento se llevará a cabo en Centro de Convenciones de Los Ángeles en Los Ángeles.